# ジョージ・グリーン
ジョージ・グリーン（George Green、1793年7月14日 - 1841年3月31日）は19世紀のイギリスの物理学者、数学者。グリーン関数やグリーンの定理で知られる。
パン屋の息子として生まれ、正規の教育をほとんど受けずに粉挽きの仕事をしながら独学でポテンシャル理論の論文を書いたという経歴の持ち主である。

## 略歴
ジョージ・グリーンはパン屋の一人息子としてノッティンガムのスネントン(Sneinton)で生まれ、1793年7月14日に洗礼を受けた（誕生日はこの前日の可能性もある）。父親も同名のジョージ・グリーンである。数学の才能があったため、8歳からグッドエーカー学院に通うが、1年で退学して父親の家業を手伝う。
1807年、父親がスネントンの町はずれに作った風車小屋で管理人の見習いとして働く。グリーンは管理人の娘を内縁の妻とし、7人の子をもうけている。

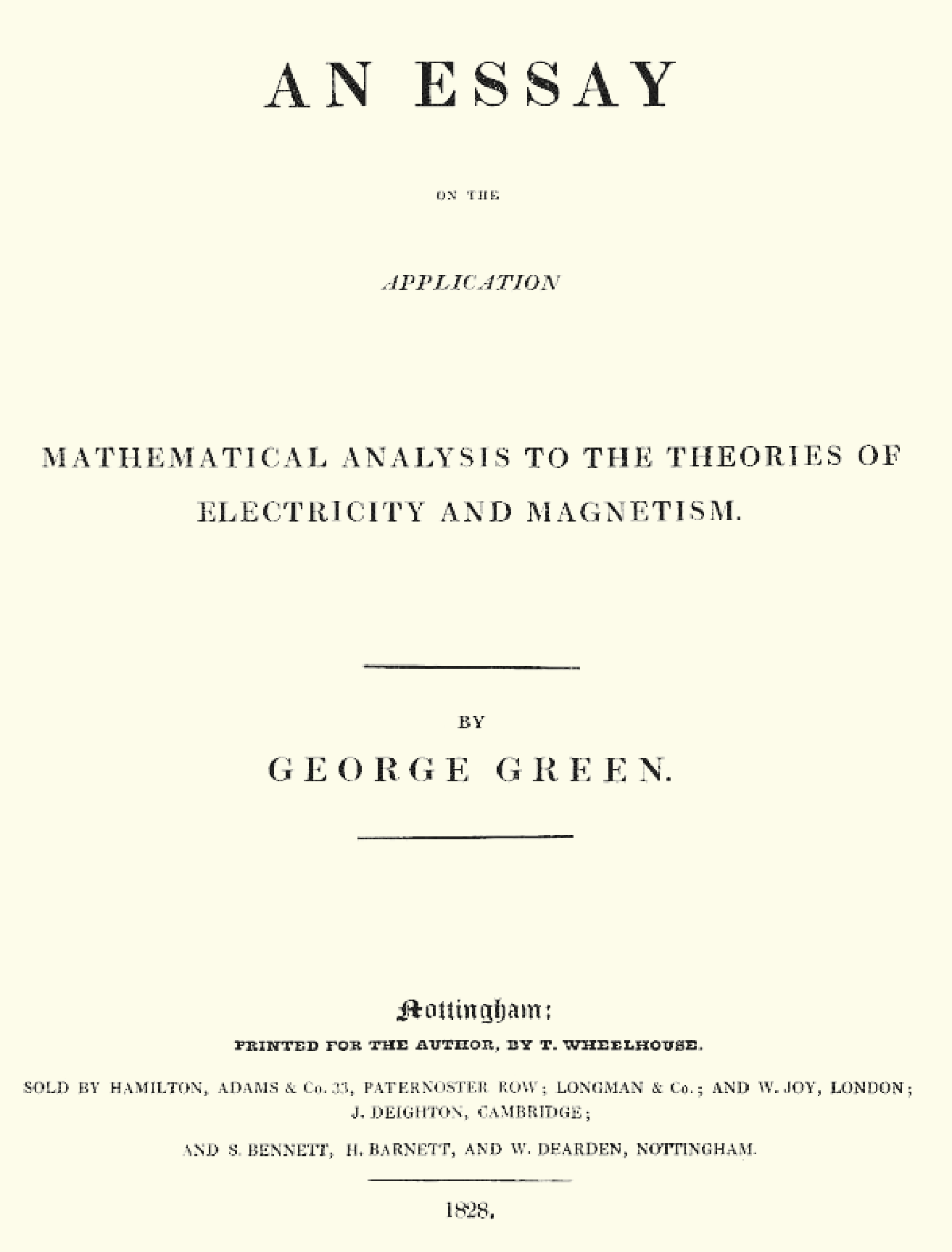
論文の表紙

1823年、ノッティンガムの図書館の紳士会の文化活動に加わる。1828年、『電磁気理論への数学的解析の応用に関するエッセイ』（An Essay on the Application of Mathematical Analysis to the Theories of Electricity and Magnetism）を発表。グリーンは1814年に英訳版が出版された、ラプラスの『天体力学』を勉強していたようである。この論文を読んだ数学者のブロムヘッド卿（Sir Edward Bromhead）はグリーンに資金を提供、ケンブリッジ大学から2本、エディンバラ大学から1本論文を出版させる。当初、グリーンはブロムヘッド卿の申し出を本気と受け取らず、返答するのを2年も遅らせていた。
1829年、父親が死去。家督を継いだグリーンは風車での粉挽きの仕事をやめ、勉学の生活に入る。
1833年、40歳でケンブリッジ大学ゴンヴィル・アンド・キーズ・カレッジに入学。4年後には数学の優等者試験で4位の成績をとる。光学、音響学、水力学について6本の論文を書き、1839年にはフェローとなるが、健康を崩して翌年に故郷へ戻る。
1841年、ノッティンガムで死去。47歳。遺体はグリーンの風車の近くにある聖ステファン教会墓地に埋葬された。
グリーンの死去と共に一旦、その業績は忘れられたが、ケンブリッジ大学の後輩であるケルヴィン卿により論文のコピーが発見され、1850年に発表、グリーンの名は一気に広まった。現在、ノッティンガム大学の図書館のひとつは、ジョージ・グリーン科学技術図書館(George Green Library of Science and Engineering)と名づけられている。

## 博物館
ノッティンガムにはグリーンの所有していた風車を再現した科学博物館グリーン風車科学センター（Green's Mill and Science Centre）があり、グリーンの業績を伝えている。